# Did You Know That There's a Tunnel Under Ocean Blvd (singolo)
Did You Know There's a Tunnel Under Ocean Blvd è un singolo della cantante statunitense Lana Del Rey, pubblicato il 7 dicembre 2022 come primo estratto dal nono album in studio omonimo.

## Descrizione
Il brano è stato scritto da Lana Del Rey e Mike Hermosa, e prodotto da Del Rey, Hermosa, Jack Antonoff, Drew Erickson e Zach Dawes. Si tratta di una ballata pop orchestrale. Il titolo è un riferimento al "dimenticato" Jergings Tunnel, situato sotto la strada Hollywood Boulevard, chiuso durante gli anni Sessanta.

## Tracce
1. Did You Know There's a Tunnel Under Ocean Blvd – 4:45 (Lana Del Rey, Mike Hermosa)

## Classifiche
| Classifica (2022) | Posizione massima |
| ----------------- | ----------------- |
| Grecia            | 41                |
| Irlanda           | 87                |
| Lituania          | 94                |
| Portogallo        | 161               |
| Regno Unito       | 98                |